# Ґустав Віґеланн
Ґустав Віґеланн (норв. Gustav Vigeland; 11 квітня 1869 — 12 березня 1943) — норвезький скульптор.

## Життєпис

### Родина
Повне ім'я скульптора — Адольф Ґустав Віґеланн. Батько — Елесеус Торсен (1835—1886), був теслярем, робив меблі. Мати — Енн Аненсдаттер (1835—1907). У родині був також молодший син Емануель Віґеланн. Аби Ґустав опанував ремесло тесляра, сина відправили до школи в Осло. Рання смерть батька перервала навчання юнака і той повернувся на хутір, аби допомагати родині.

### Навчання і подорожі
У 19-річному віці (1888 р.) він знову прибув до Осло з метою стати скульптором. Здібного юнака зауважив скульптор Брійнульф Берґслін, що й підтримав його. Вже 1889 року Ґустав представив на виставку свій перший твір біблійної тематики — «Агар та Ізмаїл». Аби вдосконалити власну майстерність, подорожував по країнах Західної Європи, зокрема бував у Копенгагені, Берліні, Парижі, Флоренції. У столиці Франції відвідував майстерню Огюста Родена, але працював в іншій художній манері.
Більш значущими були тематика і впливи італійської середньовічної скульптури та доби раннього відродження. На свідомість скульптора вплинули біблійні та середньовічні теми — танок смерті, людина та смерть, алегорії людського віку, стосунки між жінками та чоловіками, тема кохання. Подорожі за кордоном (1891—1896) закінчилися і він повернувся на батьківщину.

### Продовження творчого шляху
Творчий шлях продовжився створенням нових скульптур і участю в виставках 1894, 1896 років. Серед цікавих для скульптора завдань були реставраційні роботи в місті Тронгеймі, у Нідароському соборі.
Початок XX століття був важливим етапом у житті митця і в житті країни. До 1902 року він працював у Тронгеймі, 1905 року Норвегія отримала незалежність від Швеції, провінцією якої була. Скульптор посів головне місце серед митців нової держави та через продуктивність, і через рівень обдарованості. Уряд віддав йому під майстерню покинуте приміщення, він почав отримувати значні гонорари. Серед замов цього періоду — фонтан, який планували розташувати на площі перед парламентом країни. Проєкт мав затримку в реалізації, тому скульптор продовжив працю над ним. Був вироблений цілий комплекс із фонтаном, скульптурними групами, кульмінацією комплексу стала велетенська скульптурна колона.

## Творчість

### Художня манера
Ґустав Віґеланн відмовився від відтворення одягу, його персонажі узагальнені й оголені, фігури приземкуваті, акцент зроблено на ракурс, на жест. З роками посилюються риси символізму та філософії — звідси алегоричність скульптурних груп, поєднання реальних фігур і скелетів.
На базі фонтану скульптором створено рельєф — закохана пара намагається утримати один одного, бо між ними Смерть, що силоміць розриває їх обійми. Рельєф — своєрідна програма всього творчого шляху Ґустава Віґеланна.

### Парк скульптур Вігеланда
За планом уряду, від 1921 року розпочалася реконструкція в Осло. Будинок скульптора підлягав знесенню. Уряд запропонував митцю нову велику студію в обмін на його твори. Обмін відбувся і Ґустав Віґеланн перебрався в район Кіркевейн, неподалік від парку Фроньєр. Саме цей парк і став місцем для збільшеного і детально проробленого архітектурно-скульптурного комплексу з фонтаном і величною колоною. Віґеланн працював 20 років. Комплекс отримав назву Парк скульптур Віґеланна.

### Музей скульптора в Осло

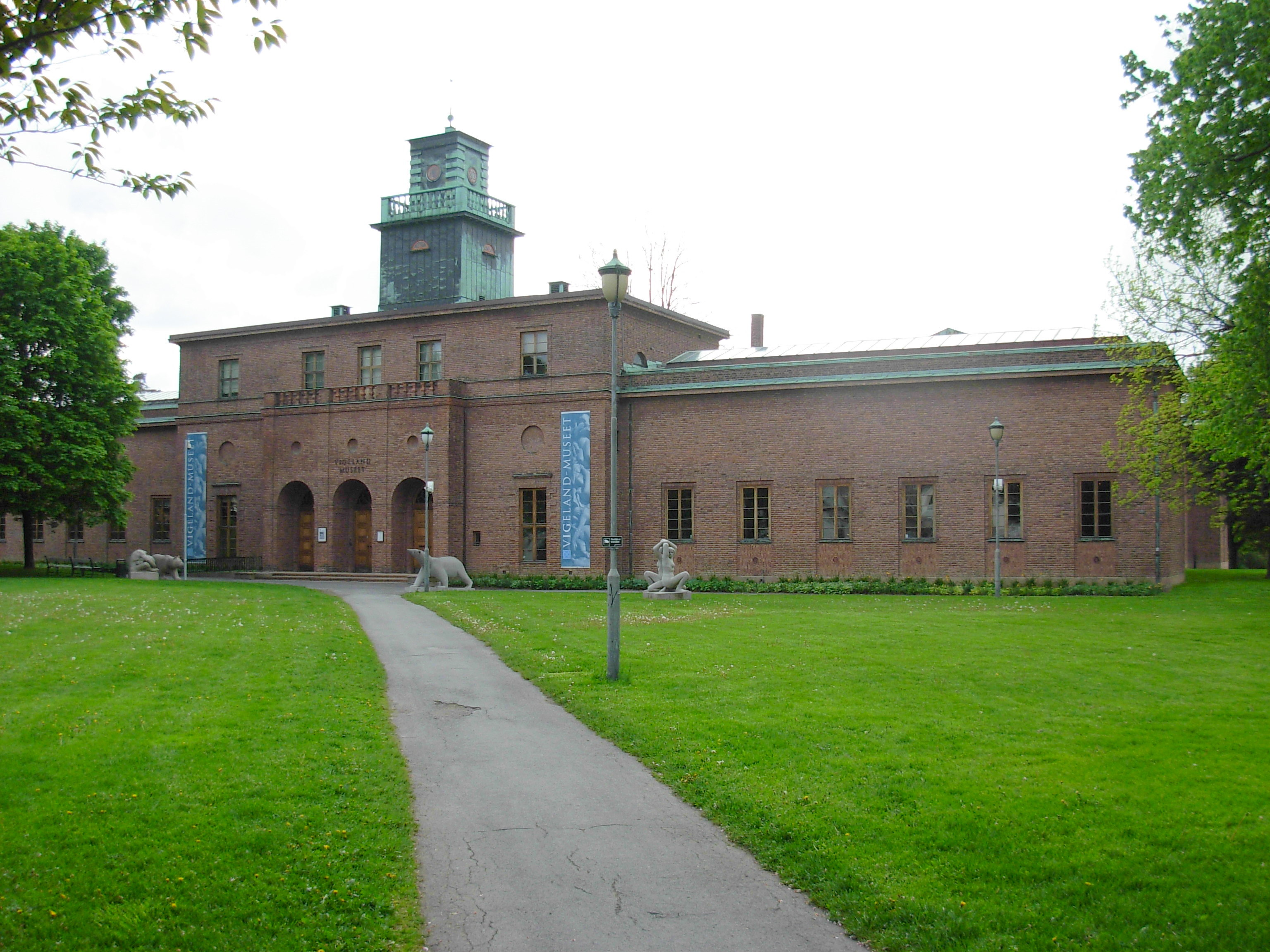
Музей скульптора.

Друга майстерня стала і будинком для скульптора. Він мешкав на третьому поверсі споруди. По смерті Віґеланна споруда стала музеєм митця.